# Matelea panamensis
Matelea panamensis är en oleanderväxtart som beskrevs av Spellman och Dwyer. Matelea panamensis ingår i släktet Matelea och familjen oleanderväxter. Inga underarter finns listade i Catalogue of Life.